# 5119 Imbrius
5119 Imbrius è un asteroide troiano di Giove del campo troiano. Scoperto nel 1988, presenta un'orbita caratterizzata da un semiasse maggiore pari a 5,1990614 au e da un'eccentricità di 0,1096841, inclinata di 15,95151° rispetto all'eclittica.
L'asteroide è dedicato a Imbrio.